# Adattamento cinematografico

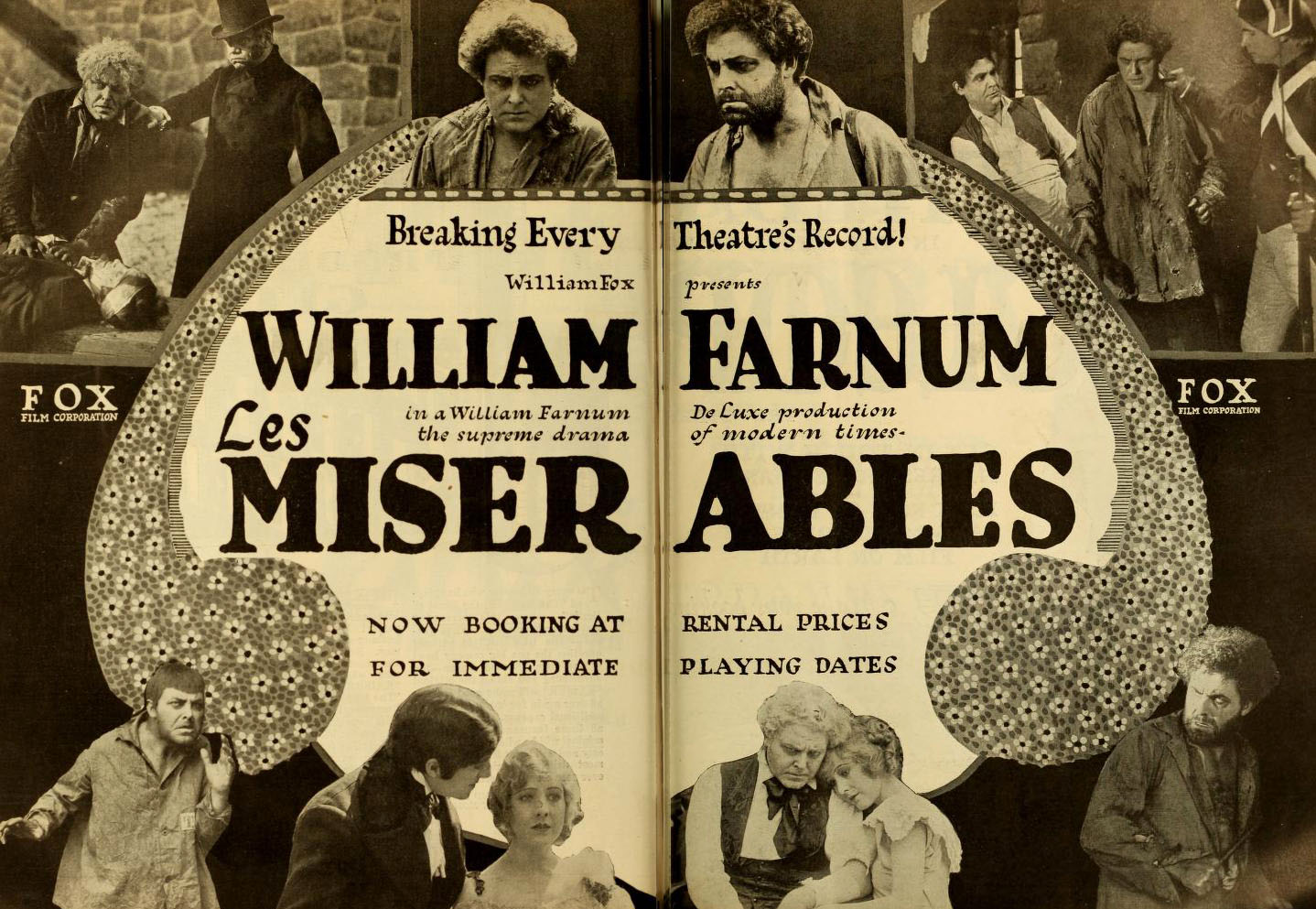
Il primo adattamento cinematografico de I miserabili di Victor Hugo, ad opera di Frank Lloyd (1917)

L'adattamento cinematografico, o trasposizione cinematografica, consiste nel creare un film basandosi su un'opera esistente e nata con un diverso medium, spesso un romanzo o un'opera teatrale, ma anche un videogioco, un fumetto o una serie televisiva.
Il più delle volte l'adattamento cinematografico consiste nell'usare la trama di un romanzo come base per la sceneggiatura del film, ma la stessa può rifarsi anche a opere non narrative, a un'autobiografia, un fumetto, un'indagine giornalistica.
Fin dagli albori del cinema l'adattamento è stato quasi comune quanto la sceneggiatura originale, tanto che agli Oscar, a fianco al premio per la sceneggiatura originale, viene premiata anche la categoria sceneggiatura non originale, riferita appunto agli adattamenti cinematografici.

## Nuovi adattamenti e fedeltà al libro
I romanzi di successo sono spesso adattati per il cinema. In molti casi tentano di fare breccia su un pubblico commerciale (l'adattamento del best seller o l'adattamento di opere di prestigio), ma molto spesso un film aiuta a far conoscere l'opera originale a un più vasto pubblico, dando maggiore fama al suo autore. 
Maggiore è il numero di fan dell'opera originale, tanto più insistenti saranno le pretese, da parte del pubblico, di trasporre in modo fedele la storia. Tali aspettative tuttavia vengono facilmente disattese: il passaggio tra un medium e l'altro comporta inevitabilmente pesanti modifiche agli elementi dell'opera, nella narrazione, nel ritmo, nella funzione e nel numero di personaggi. Il regista inoltre tende a reclamare un'autonomia creativa nella nuova opera, evitando la semplice imitazione.

## Adattamento dal fumetto
La moda dell'adattamento cinematografico di storie ispirate ai personaggi dei fumetti ebbe inizio già nei primi anni trenta, con i serial cinematografici basati sui personaggi popolari delle strisce a fumetti dell'epoca, come Flash Gordon o Buck Rogers. Maggiore rilevanza ha assunto, specie dagli anni duemila, il fenomeno dei film di supereroi, basati soprattutto sui personaggi delle due grandi case editrici specializzate nel settore, Marvel Comics e DC Comics, tanto che i ricavi dei film possono superare quelli dei fumetti originali.

## Altri tipi di adattamenti
Vi sono casi di adattamento da film documentario, o anche di semplici cortometraggi. Quest'ultimo è il caso del film L'esercito delle 12 scimmie, che nel 1995 venne girato da Terry Gilliam ispirandosi direttamente al cortometraggio di solo 26 minuti La jetée di Chris Marker.